# Alepidea
Alepidea je rod trajnica i dvogodišnjeg bilja iz porodice štitarki smješten u tribus Saniculeae. Tridesetak priznatih vrsta rasprostranjeno je preko afričkog kontinenta, od Sudana na jug do Južnoafričke Republike.
Rod je opisan 1808.; tipična je vrsta Alepidea ciliaris D. Delaroche., sinonim za A. capensis.

## Vrste
1. Alepidea acutidens Weim.
2. Alepidea amatymbica Eckl. & Zeyh.
3. Alepidea angustifolia Schltr. & H.Wolff
4. Alepidea attenuata Weim.
5. Alepidea calocephala Schltr. & H.Wolff
6. Alepidea capensis (P.J.Bergius) R.A.Dyer
7. Alepidea cirsiifolia Schltr. & H.Wolff
8. Alepidea comosa Dümmer
9. Alepidea concinna Dümmer
10. Alepidea cordifolia B.-E.van Wyk
11. Alepidea delicatula Weim.
12. Alepidea duplidens Weim.
13. Alepidea galpinii Dümmer
14. Alepidea inflexa S.-L.Hutch. & Magee
15. Alepidea insculpta Hilliard & B.L.Burtt
16. Alepidea jenkinsii R.Pott
17. Alepidea longeciliata Schinz ex Dümmer
18. Alepidea longipetiolata Schltr. & H.Wolff
19. Alepidea macowanii Dümmer
20. Alepidea multisecta B.L.Burtt
21. Alepidea natalensis J.M.Wood & M.S.Evans
22. Alepidea parva Compton
23. Alepidea peduncularis Steud. ex A.Rich.
24. Alepidea pilifera Weim.
25. Alepidea pusilla Weim.
26. Alepidea rehmannii Burtt Davy
27. Alepidea schlechteri H.Wolff
28. Alepidea serrata Eckl. & Zeyh.
29. Alepidea setifera N.E.Br.
30. Alepidea stellata Weim.
31. Alepidea thodei Dümmer
32. Alepidea woodii Oliv.
33. Alepidea wyliei Dümmer